# أوميد جليلي
اميد جليلي (بالإنجليزية: Omid Djalili) (بالفارسية: امید جلیلی) ، من مواليد 30 سبتمبر 1965 ، وهو كاتب وممثل بريطاني من أصل إيراني بهائي.

## وصلات خارجية
- الموقع الرسمي
- أوميد جليلي على موقع IMDb (الإنجليزية)
- أوميد جليلي على موقع روتن توميتوز (الإنجليزية)
- أوميد جليلي على موقع ألو سيني (الفرنسية)
- أوميد جليلي على موقع ميوزك برينز (الإنجليزية)
- أوميد جليلي على موقع أول موفي (الإنجليزية)
- أوميد جليلي على موقع قاعدة بيانات الأفلام السويدية (السويدية)
- أوميد جليلي على موقع أول ميوزيك (الإنجليزية)
- أوميد جليلي على موقع ديسكوغز (الإنجليزية)
- أوميد جليلي على موقع قاعدة بيانات الفيلم (الإنجليزية)
- أوميد جليلي على موقع كينوبويسك (الروسية)